# Synsepalum tsounkpe
Synsepalum tsounkpe là một loài cây thuộc họ Sapotaceae có quả ăn được. Đây là loài đặc hữu của Côte d'Ivoire. Chúng hiện đang bị đe dọa vì mất môi trường sống.